# Hassan El-Fakiri
Hassan El-Fakiri (en arabe : حسن الفكيري) né le 18 avril 1977 à Temsamane est un ancien footballeur international norvégien d'origine marocaine, reconverti comme entraîneur. Il est actuellement entraîneur adjoint à l'AS Saint-Étienne.

## Biographie

### Carrière de joueur
Hassan El-Fakiri a commencé sa carrière au FC Lyn Oslo, où il débuta en 1995. Talentueux, il est élu Joueur de l'année 1997 par ses supporters.
En 2000, il signe à SK Brann, mais doit quitter le club en août, pour la France et AS Monaco. Il est successivement prêté au FC Lyn Oslo puis à Rosenborg BK.
Il revient dans le club monégasque, où il remporte la Coupe de la Ligue en 2003 et joue la finale de la Ligue des champions en 2004.
En fin de contrat à Monaco, il signe au Borussia Mönchengladbach. Après la relégation du Borussia, il revient à Brann et remporte le championnat de Norvège en 2007.

### Carrière d'entraîneur et entraîneur adjoint
Après avoir été adjoint de l'entraîneur Eirik Horneland au SK Brann, Hassan El-Fakiri accompagne ce dernier à l'AS Saint-Étienne le 20 décembre 2024, toujours au même poste.

## Palmarès
- Champion de Norvège en 2001, 2002 (Rosenborg BK), 2007 (SK Brann).
- Vice-champion de Norvège en 2000 (SK Brann).
- Vice-champion de France en 2003 (Monaco).
- Vainqueur de la Coupe de la Ligue en 2003, Finaliste en 2001 (Monaco).
- Finaliste de la Ligue des champions en 2004 (Monaco).
- Vainqueur du Trophée des champions en 2000 (Monaco).